# Venusovergang

Het pad van Venus over de zonneschijf tijdens de overgang van 2004, van links naar rechts

Een Venusovergang (of transit van Venus) is het verschijnsel dat vanaf de aarde gezien de planeet Venus voor de zon langs schuift. Een overgang valt alleen waar te nemen bij binnenplaneten, dat wil zeggen planeten die hun banen hebben tussen de aarde en de zon; dat zijn Mercurius (zie Mercuriusovergang) en Venus. Ook de maan schuift soms voor de zon, men spreekt in dat geval van een (totale of gedeeltelijke) zonsverduistering.

## Uitleg

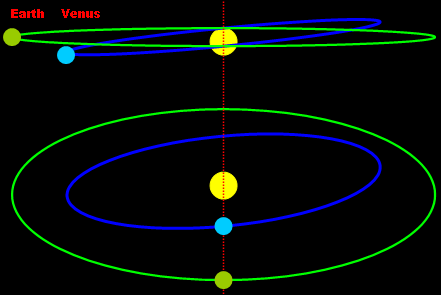
boven: zijaanzicht van de banen van Venus (blauw) en aarde (groen), onder: bovenaanzicht van de Venusovergang

Als de aarde en Venus op dezelfde plek in hun baan om de zon staan (conjunctie), staan ze meestal niet in één lijn met de positie van de zon. De baan van Venus vertoont namelijk een helling van 3,4° met de baan van de aarde, dus passeert Venus boven of onder de zon in de hemel. Een Venusovergang gebeurt als de twee planeten en de zon vrijwel in een lijn staan. Vanaf de zon gezien verduistert Venus tijdens de overgang het naar de zon teruggekaatste licht van de aarde.

## Contacten
Belangrijke tijdstippen van een overgang zijn:
- eerste contact - de voorste rand van de planeet (hier Venus) raakt aan die van de zon. De overgang begint.
- tweede contact - Venus is opgeschoven over de zon zodat nu haar andere (achterste) rand de buitenrand van de zon raakt.
- derde contact - Venus is aan de andere kant van de zon aangekomen: haar voorste rand raakt de rand van de zon.
- vierde of laatste contact - de overgang is volledig: de achterste rand van Venus raakt de zon nog even.

## Laatste overgangen

### 8 juni 2004

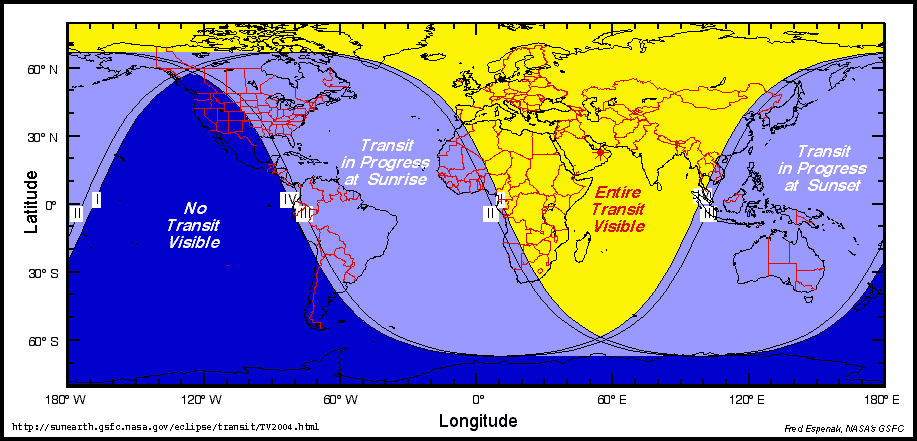
De zichtbaarheid van de Venusovergang van 2004 vanaf de aarde

Op dinsdag 8 juni 2004 was in Europa, Azië en Afrika een Venusovergang zichtbaar. De positie van Venus ten opzichte van de zonneschijf is te zien op de afbeelding. De cijfers verwijzen naar de tijd in UTC.
Op het kaartje is aangegeven waar op aarde de Venusovergang waar te nemen was. Overigens moet men bij het waarnemen van de zon altijd een donker hulpmiddel zoals een eclipsbril gebruiken. Een zonnebril is onvoldoende.
|  |  |

### 6 juni 2012

Animatie van de Venusovergang van 6 juni 2012 in equatoriale coördinaten en Midden-Europese ZomerTijd (MEZT).

De laatste Venusovergang vond plaats op 6 juni 2012. Van deze overgang is in Nederland en België alleen het einde te zien geweest, tot ongeveer anderhalf uur na zonsopkomst. Vanwege de bewolking waren er vanaf de grond weinig waarnemingen. De overgang begon rond 0:04 uur MET en het einde van de overgang vond plaats om 6:55 uur. De uittrede van Venus duurde bijna 18 minuten.

## Periodiciteit
Venusovergangen zijn periodiek, maar zeer zeldzaam. Een lijst van Venusovergangen staat onder in de tabel van dit artikel. Zoals blijkt, vinden de overgangen steeds plaats in paren, van elkaar gescheiden met een tussenperiode van acht jaar, afwisselend in de maand juni of december. Maar bij de overgangen tweeduizend jaar geleden vond er slechts één overgang plaats per ca. 110 jaar. Dit komt doordat de koorde die Venus maakt over de zonneschijf steeds iets naar het noorden of het zuiden is verschoven. Als de koorde te ver is verschoven, is de overgang vanaf de aarde niet meer te zien, hoewel Venus en aarde wel in benedenconjuctie staan. Hetzelfde gebeurt ongeveer 2000 jaar in de toekomst. Venusovergangen herhalen zich, met de zojuist genoemde verschuiving, steeds na 243 jaar.

## Wetenschappelijk belang
Afgezien van de zeldzaamheid was de oorspronkelijke waarneming van een Venusovergang van belang omdat daarmee de omvang van het zonnestelsel kon worden bepaald. Dit deed men door nauwkeurige waarnemingen te doen van de kleine tijdsverschillen van de start dan wel het eind van de overgang, vast te stellen vanaf verschillende punten op aarde. De afstanden tussen deze punten werden gebruikt als meetlat om de afstand tussen Venus en de zon vast te stellen (zie parallax).
In de 17e eeuw hadden de Europese astronomen redelijk nauwkeurige waarnemingen van de banen van de planeten gemaakt en konden zij de afstand van elke planeet tot de zon bepalen in verhouding tot de afstand tussen de aarde en de zon. De absolute afstand tussen de aarde en de zon, de zogenoemde astronomische eenheid, was echter onbekend.

### Historische waarnemingen
Johannes Kepler was de eerste die een Venusovergang voor 1631 voorspelde, maar niemand heeft die toen waargenomen, misschien doordat zijn voorspellingen niet nauwkeurig genoeg waren. Kepler zelf heeft de aangekondigde overgang niet meer meegemaakt: hij stierf in 1630.
De eerste waarneming van een Venusovergang werd gemaakt door Jeremiah Horrocks vanuit zijn huis in Much Hoole in Engeland op 24 november 1639. Horrocks voorspelde de overgang door de berekeningen van Kepler te corrigeren, hoewel hij niet zeker was van de exacte tijd van de gebeurtenis. Hij was echter zo gelukkig om de overgang waar te nemen, omdat wolken juist een half uur voor zonsondergang wegtrokken. De waarnemingen van Horrocks werden echter niet gepubliceerd tot in 1662, een tijd na zijn overlijden. Hij schatte de afmetingen van het zonnestelsel echter op de helft van wat nu bekend is.
De astronoom Edmond Halley suggereerde om de Venusovergangen van 1761 en 1769 te gebruiken om de astronomische eenheid te bepalen met behulp van de parallax. Expedities werden uitgezonden naar verschillende plaatsen op aarde om deze overgangen waar te nemen. Dit was in feite de allereerste internationale wetenschappelijke samenwerking. Een van deze expedities werd ondernomen door de ongelukkige Guillaume Le Gentil die beide overgangen miste en het natuurhistorisch materiaal dat hij had verzameld verloor. Een andere was de eerste reis van kapitein Cook, die de overgang van 1769 ging waarnemen vanaf Tahiti, voordat hij verder zou varen naar Nieuw-Zeeland. Ook een Nederlander deed mee aan de waarnemingen, Johan Maurits Mohr, die in 1761 de Venusovergang waarnam vanuit Batavia.

### Zwartedruppeleffect
Het waarnemen van de exacte tijd van het begin en eind van de overgang bleek echter onmogelijk te zijn vanwege het zwartedruppeleffect, waardoor de schijf van Venus lijkt vast te kleven aan de zonneschijf. Dit effect treedt op bij het eerste en vierde contact. Eerst werd gedacht dat dit effect werd veroorzaakt door de dikke atmosfeer van Venus, zelfs dacht men er een bewijs in te zien dat Venus een atmosfeer bezat, maar later werd aangetoond dat dit een optisch effect was.

### Huidig nut
Tegenwoordig is de exacte waarde van de astronomische eenheid bekend uit ruimtewaarnemingen en door radarwaarnemingen van objecten in het zonnestelsel.
Er bestaat echter nog steeds wetenschappelijke belangstelling voor de overgang, omdat wetenschappers in staat zullen zijn om de lichtafscherming door Venus te meten. Dit kan informatie geven over hoe planeten in het algemeen het licht van een ster afschermen, wat nuttig is voor het zoeken naar planeten rond andere sterren.

## Lijst van Venusovergangen
| Datum               | Tijd (UTC) | Tijd (UTC) | Tijd (UTC) | Opmerking                                          |
| Datum               | Start      | Midden     | Eind       | Opmerking                                          |
| ------------------- | ---------- | ---------- | ---------- | -------------------------------------------------- |
| 7 december 1631     | 03:51      | 05:19      | 06:47      | Voorspeld door Kepler, maar niet waargenomen       |
| 4 december 1639     | 14:57      | 18:25      | 21:54      | Eerste waargenomen overgang door Jeremiah Horrocks |
| 6 juni 1761         | 02:02      | 05:19      | 08:37      |                                                    |
| 3-4 juni 1769       | 19:15      | 22:25      | 01:35      | Kapitein Cooks reis naar Tahiti                    |
| 9 december 1874     | 01:49      | 04:07      | 06:26      |                                                    |
| 6 december 1882     | 13:57      | 17:06      | 20:15      |                                                    |
| 8 juni 2004         | 05:13      | 08:20      | 11:26      |                                                    |
| 5-6 juni 2012       | 22:09      | 01:29      | 04:49      |                                                    |
| 10-11 december 2117 | 23:58      | 02:48      | 05:38      |                                                    |
| 8 december 2125     | 13:15      | 16:01      | 18:48      |                                                    |
| 11 juni 2247        | 08:42      | 11:33      | 14:25      |                                                    |
| 9 juni 2255         | 01:08      | 04:38      | 08:08      |                                                    |
| 12-13 december 2360 | 22:32      | 01:44      | 04:56      |                                                    |
| 10 december 2368    | 12:29      | 14:45      | 17:01      |                                                    |
| 12 juni 2490        | 11:39      | 14:17      | 16:55      |                                                    |
| 10 juni 2498        | 03:48      | 07:25      | 11:02      |                                                    |